# Tomasz Stawiszyński
Tomasz Stawiszyński (ur. 13 marca 1978) – polski filozof, publicysta i eseista.

## Życiorys
Absolwent Instytutu Filozofii Uniwersytetu Warszawskiego. W latach 2007–2011 prowadził Studio Alternatywne i współprowadził Czytelnię w TVP Kultura. Był m.in. redaktorem działu kultura w „Dzienniku”, a także szefem działu krajowego i działu publicystyki w „Newsweeku”. W Polskim Radiu RDC prowadził m.in. autorską audycję Niedziela Filozofów czyli potyczki z życiem. Od marca 2016 związany z Radiem TOK FM, gdzie prowadzi Godzinę filozofów, Kwadrans filozofa i Sobotni Magazyn TOK FM. Do marca 2020 roku był członkiem kolegium redakcyjnego Kwartalnika Przekrój. 1 marca 2020 roku uruchomił autorską stronę www.stawiszynski.org – z opcją płatnej subskrypcji. Jest twórcą internetowego podcastu „Skądinąd”, dostępnego m.in. na platformach iTunes, Google Podcasts, Spotify i YouTube.
Autor książki Potyczki z Freudem. Mity, pokusy i pułapki psychoterapii (2013) oraz dwóch zbiorów wierszy: Nie ma takiego imienia (1999) i Rzecz ciemna (2002). 20 stycznia 2021 roku, nakładem Wydawnictwa Agora, ukazała się jego książka Co robić przed końcem świata. W 2021 roku ukazała się także Ucieczka od bezradności, a w 2022 filozoficzno-przygodowa opowieść dla dzieci Misja Sowy. Tosia, Franek i sekrety filozofii oraz Reguły na czas chaosu.